# دافيد تريمبل
دافيد تريمبل (15 أكتوبر 1944 - 25 يوليو 2022)، هو سياسي من أيرلندا الشمالية، زعيم حزب ألستر الوحدوي. في سنة 1990 أصبح واحدا من 18 نائبا في مجلس العموم بلندن من أيرلندا الشمالية. تقاسم سنة 1998 جائزة نوبل للسلام مع جون هيوم لجهودهما في إحلال السلام في أيرلندا الشمالية بعد توقيعهما اتفاق الجمعة العظيمة. ظل ديفيد تريمبل يرأس مجلس تقاسم السلطة في أيرلندا الشمالية منذ تشكيله بموجب اتفاق الجمعة العظيمة إلى أن استقال بسبب عدم تخلي تنظيم الجيش الجمهوري الأيرلندي عن أسلحته على حد قوله.

## روابط خارجية
- دافيد تريمبل على موقع الموسوعة البريطانية (الإنجليزية)
- دافيد تريمبل على موقع مونزينجر (الألمانية)
- دافيد تريمبل على موقع إن إن دي بي (الإنجليزية)